# Шубитидзе, Алексей Васильевич
Алексей Васильевич Шубитидзе (1911 год — дата смерти неизвестна) — бригадир стекловаров Боржомского стекольного завода имени Калинина Министерства пищевой промышленности Грузинской ССР. Герой Социалистического Труда (1971).
Досрочно выполнил личные социалистические обязательства и плановые производственные задания Восьмой пятилетки (1965—1970). Указом Президиума Верховного Совета СССР (неопубликованным) от 26 апреля 1971 года «за выдающиеся успехи, достигнутые в выполнении заданий пятилетнего плана по развитию пищевой промышленности» удостоен звания Героя Социалистического Труда с вручением ордена Ленина и золотой медали Серп и Молот.
Дата смерти не установлена.